# Добриново (Кырджалийская область)
Добриново (болг. Добриново) — село в Болгарии. Находится в Кырджалийской области, входит в общину Кырджали. Население составляет 7 человек.

## Политическая ситуация
В местном кметстве Мост, в состав которого входит Добриново, должность кмета (старосты) исполняет Лятиф Мехмед Расим (Движение за права и свободы (ДПС)) по результатам выборов.
Кмет (мэр) общины Кырджали — Хасан Азис (Движение за права и свободы (ДПС)) по результатам выборов.